# Šáchorotvaré
Šáchorotvaré (Cyperales) je bývalý řád jednoděložných rostlin. Používá se v Englerově systému (1964) a v Wettsteinově systému zahrnuje pouze v jednu velkou čeleď. V Cronquistově systému je používána pro řád (umístěný v podtřídě Commelinidae) a vymezený roku 1981.
Systém APG II sloučil řád šáchorotvaré do řádu lipnicotvaré (Poales).